# Nicola Amodio
Nicola Amodio (Pizzo Calabro, 26 novembre 1898 – Mauthausen, 4 marzo 1945) è stato un poliziotto italiano e martire della Resistenza deportato a Mauthausen.

## Biografia
Nicola Amodio nacque a Pizzo Calabro nel 1898. Dopo aver conseguito la maturità liceale, fu chiamato alle armi durante la prima guerra mondiale. Combatté come ufficiale di complemento (tenente di fanteria) sui fronti austriaco e francese. Per il suo valore, fu decorato dalla Repubblica Francese con la medaglia commemorativa della Grande Guerra, ricevuta a Parigi l'11 novembre 1923.
Congedato nel 1920, entrò nel Corpo della Regia Guardia per la Pubblica Sicurezza con il grado di maresciallo di 3ª classe e fu assegnato alla Regia Questura di La Spezia, città in cui visse e prestò servizio per il resto della sua vita. Frequentò nel 1925 la Scuola Tecnica di Polizia a Roma, dove superò gli esami per la nomina a comandante di IIIª classe (sottotenente). Fu poi nominato vice responsabile della Squadra Mobile nel 1926 e promosso vice commissario aggiunto nel 1928.
Nel 1941 ricevette un encomio ufficiale per meriti investigativi e venne proposto per l’avanzamento al grado superiore.

## L’attività nella Resistenza
Dopo l’armistizio dell’8 settembre 1943 e la nascita della Repubblica Sociale Italiana, Amodio scelse di opporsi apertamente al nazifascismo. Insieme al vice questore Lodovico Vigilante e al parroco don Giuseppe Bertoni, organizzò l'espatrio clandestino verso la Svizzera di numerosi antifascisti ed ebrei, collaborando con il Comitato di Liberazione Nazionale.
Il 23 novembre 1944 fu arrestato da due ufficiali delle SS accompagnati da due funzionari delle Brigate nere, all'interno della stessa Questura di La Spezia e trasferito nel carcere di Marassi, a Genova, con i colleghi Vigilante, Tonelli e Tosetti. In seguito fu deportato nel campo di concentramento di Mauthausen, dove morì il 4 marzo 1945 a causa degli stenti e delle violenze subite.

## Commemorazione
Nicola Amodio è oggi ricordato come uno degli otto agenti di pubblica sicurezza liguri che rifiutarono di collaborare con il regime nazifascista e pagarono con la vita la loro scelta. A La Spezia è stata posta una lapide in loro onore, che li ricorda come “baluardo di resistenza in difesa della libertà e dignità umana”. Nel 2024 è stata installata una pietra d'inciampo (Stolperstein) a La Spezia, in via XX Settembre 6. La pietra è parte del progetto europeo dell’artista Gunter Demnig per commemorare le vittime del nazifascismo.

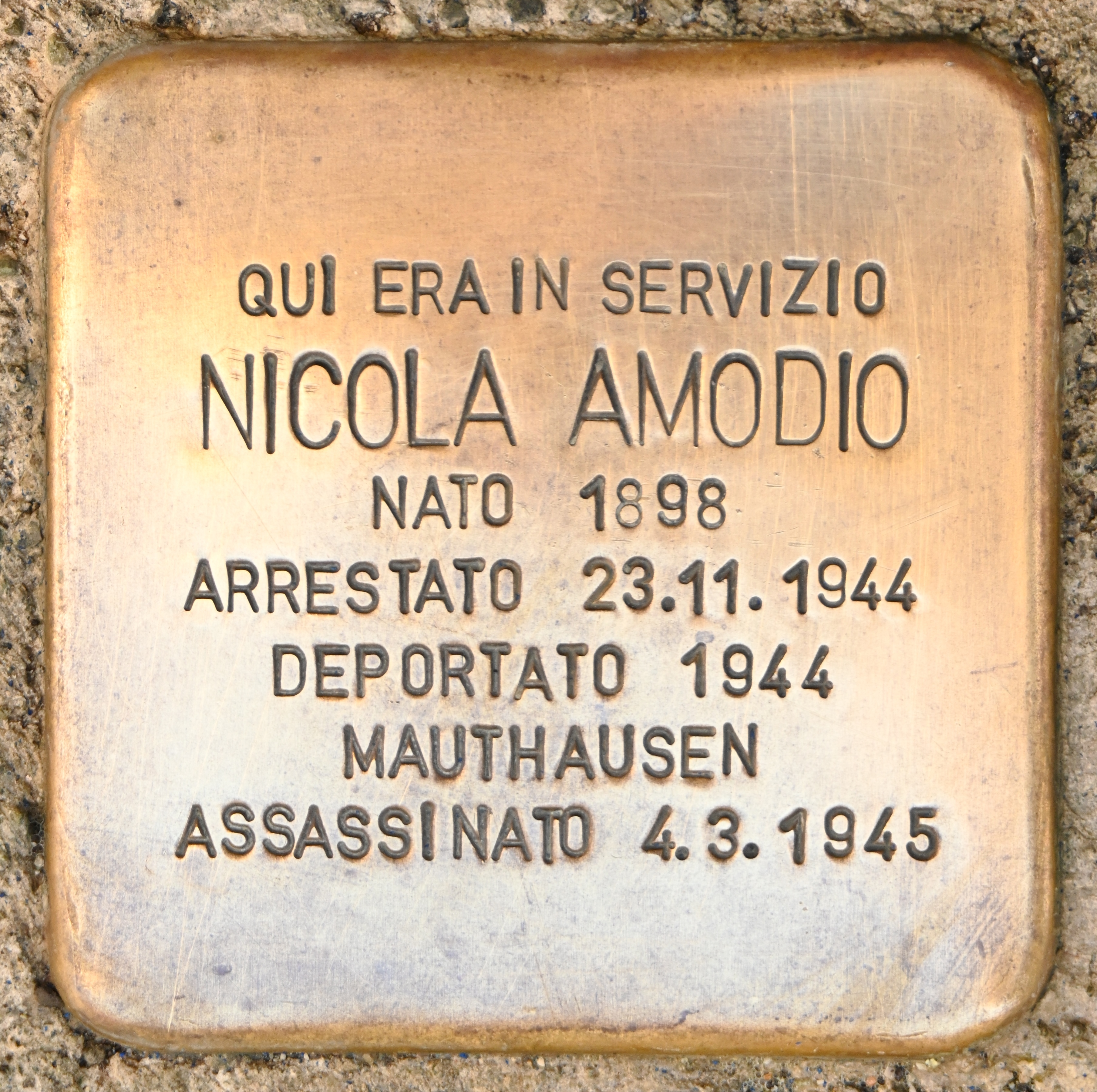
La pietra d'inciampo in memoria di Nicola Amodio a La Spezia